# Sheshonq Ier
Pour les articles homonymes, voir Sheshonq.
Sheshonq Ier est un roi égyptien, fondateur de la XXIIe dynastie et issu de la tribu libyque des Mâchaouach. Il n'est pas le premier roi de sa famille : en effet, son oncle Osorkon l'ancien a régné quelques années avant son avènement. Il succède à Psousennès II, dernier roi de la XXIe dynastie et précède son fils Osorkon Ier.
Il est appelé Sesonchôsis par Manéthon, qui lui compte vingt et un ans de règne. La grande majorité des égyptologues situent celui-ci entre 945 et 924 avant l'ère commune, bien que cette durée ait récemment été revue à la baisse de quelques années, de 943 à 922 AEC, par quelques spécialistes dont Erik Hornung, Rolf Krauss et Frédéric Payraudeau, car Sheshonq Ier aurait vécu pendant deux à trois ans après sa campagne réussie en Canaan, traditionnellement datée comme s'étant achevée en 925 AEC. Il serait le Sesaq ou Shishak (שִׁישַׁק) de la Bible hébraïque, et ses exploits sont gravés sur le portail bubastite, à Karnak.

## Généalogie

### Origine
Les origines de Sheshonq Ier, et donc de la dynastie, sont connues grâce notamment à une stèle qu'un certain Pasenhor, prêtre et lointain descendant de sa lignée, laissa au Sérapéum de Saqqarah sous le règne de Sheshonq V. Ce document, connu sous le nom de stèle de Pasenhor ou de généalogie de Pasenhor, énumère les ancêtres de ce prêtre selon un genre assez courant à l'époque. Il donne les fonctions et le rang de chaque personnalité et, élément non négligeable pour établir la généalogie de la dynastie, il donne également le nom et les qualités des épouses.
C'est ainsi que l'on connaît des ancêtres du fondateur de la XXIIe dynastie. Ils occupaient déjà des postes à responsabilité dès la fin de la dynastie précédente. Ils cumulaient des charges religieuses et militaires, héritaient de père en fils de titres prestigieux à la cour tels que père divin, et spécifiques à leur ethnie comme celui de grand chef des Mâ. Enfin cette généalogie relie directement la lignée aux tribus libyques, le premier ancêtre cité étant le Libyen Bouyouwawa,.

### Famille proche
Sheshonq Ier est donc le petit-fils d'un grand chef des Mâ, nommé Sheshonq l'ancien comme lui, et de son épouse Méhytemousekhet. Sheshonq Ier est le fils du grand chef des Mâ, Nimlot, et de son épouse Tanytsepeh. Sheshonq l'ancien est également le père d'un roi nommé Osorkon l'ancien, qui règne à la fin de la XXIe dynastie, avant les rois Siamon et Psousennès II.
Sheshonq Ier a une sœur nommée Méhytemousekhet et qui épouse le grand prêtre de Ptah Chedsounéfertoum. Sheshonq Ier épouse Karoma Ire, avec qui il est le père du roi Osorkon Ier. Il a également plusieurs autres enfants :
- Nimlot Ier, général d'Héracléopolis[12] (la reine Pentreshmès, épouse d'un roi Sheshonq et mère d'un général Nimlot, n'est probablement pas l'épouse de Sheshonq Ier mais plutôt d'un des deux rois Sheshonq II[13]),
- Ioupout, grand prêtre d'Amon à Thèbes, général en chef des armées et gouverneur de la Haute-Égypte[12],
- Tashepenbastet, épouse du général et troisième prophète d'Amon Djeddjéhoutyiouefânkh[14],
- Méhytemouskhet, fille royale et divine adoratrice d'Amon à Thèbes, est soit sa fille soit celle d'Osorkon l'ancien[12],
- Tanytsepeh, fille royale et épouse du grand prêtre de Ptah Chedsounéfertoum, est donnée comme la fille de Sheshonq Ier par Frédéric Payraudeau[14] mais comme celle de Psousennès II par Kenneth Anderson Kitchen[15],
- Djedptahiouefânkh, « fils du roi de Ramsès », de « fils du roi du seigneur des Deux Terres » et « gouverneur de district » aux alentours de Thèbes et deuxième et troisième prophète d'Amon, est donné comme fils de Sheshonq Ier par Frédéric Payraudeau[12], bien qu'il ait pu être un fils d'un roi de la XXIe dynastie.

## Règne

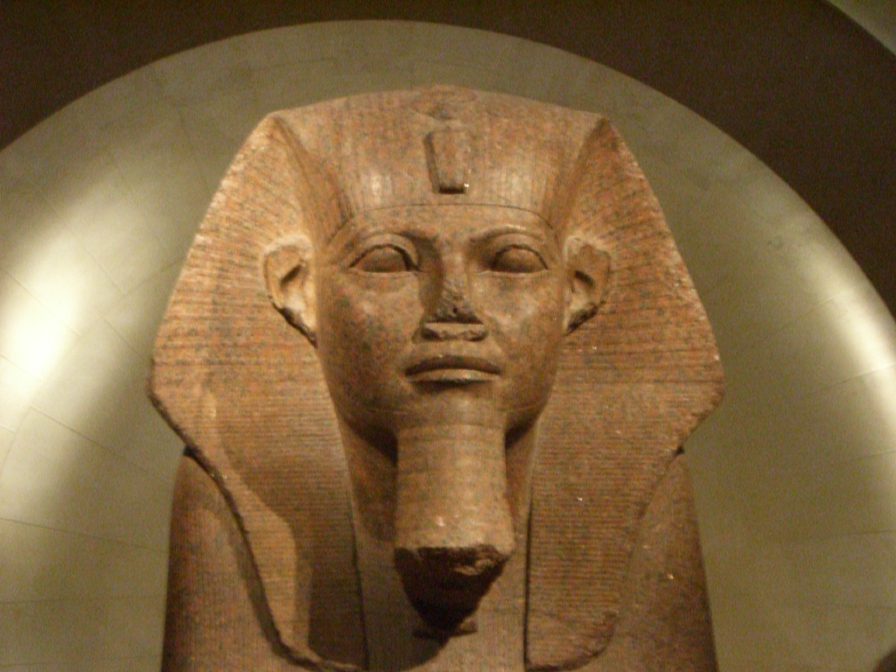
Grand sphinx de granit réinscrit au nom de Sheshonq Ier - Trouvé à Tanis, aujourd'hui au Musée du Louvre.

### Avant le règne et prise du pouvoir
La famille de Sheshonq Ier faisait partie de la tribu des Mâchaouach. Elle est inscrite sur la stèle de Pasenhor où la généalogie de Pasenhor, prêtre et lointain descendant de Sheshonq Ier, est décrite, remontant à six générations avant le fondateur de la XXIIe dynastie. Les premiers sheshonqides exercèrent semble-t-il des fonctions militaires dans la région de Per-Sopdou. Il est probable que la famille entretenait des liens avec les dirigeants de la XXIe dynastie. Osorkon l'ancien, oncle de Sheshonq Ier, a en effet régné pendant la XXIe dynastie, entre des rois égyptiens (Amenemopet (pharaon) et Siamon), sans que cela ne pose visiblement problème. Des liaisons matrimoniales sont possibles, même si cela reste spéculatif.
De plus, sous le règne de Psousennès II, dernier roi de la XXIe dynastie, lorsque le père de Sheshonq Ier, Nimlot, meurt, Sheshonq arrive à lui obtenir l'établissement d'un culte funéraire à Abydos, ce qui montre son importance en cette fin de XXIe dynastie : Sheshonq devait être alors le numéro deux ou trois de l'État (après le roi lui-même).
À la mort de Psousennès II, Sheshonq Ier monte sur le trône vers 943 av. J.-C. pour un règne d'environ vingt et un ans. Il s'allie aux grandes familles thébaines et memphites : le grand prêtre de Ptah Chedsounéfertoum semble épouser la sœur de Sheshonq Ier, nommée Méhytemousekhet, tandis que son propre fils, le futur Osorkon Ier, épouse Maâtkarê, la fille de Psousennès II. Ces différents étéments assurent une transition sans heurt entre la XXIe dynastie et la XXIIe dynastie.

### Politique intérieure

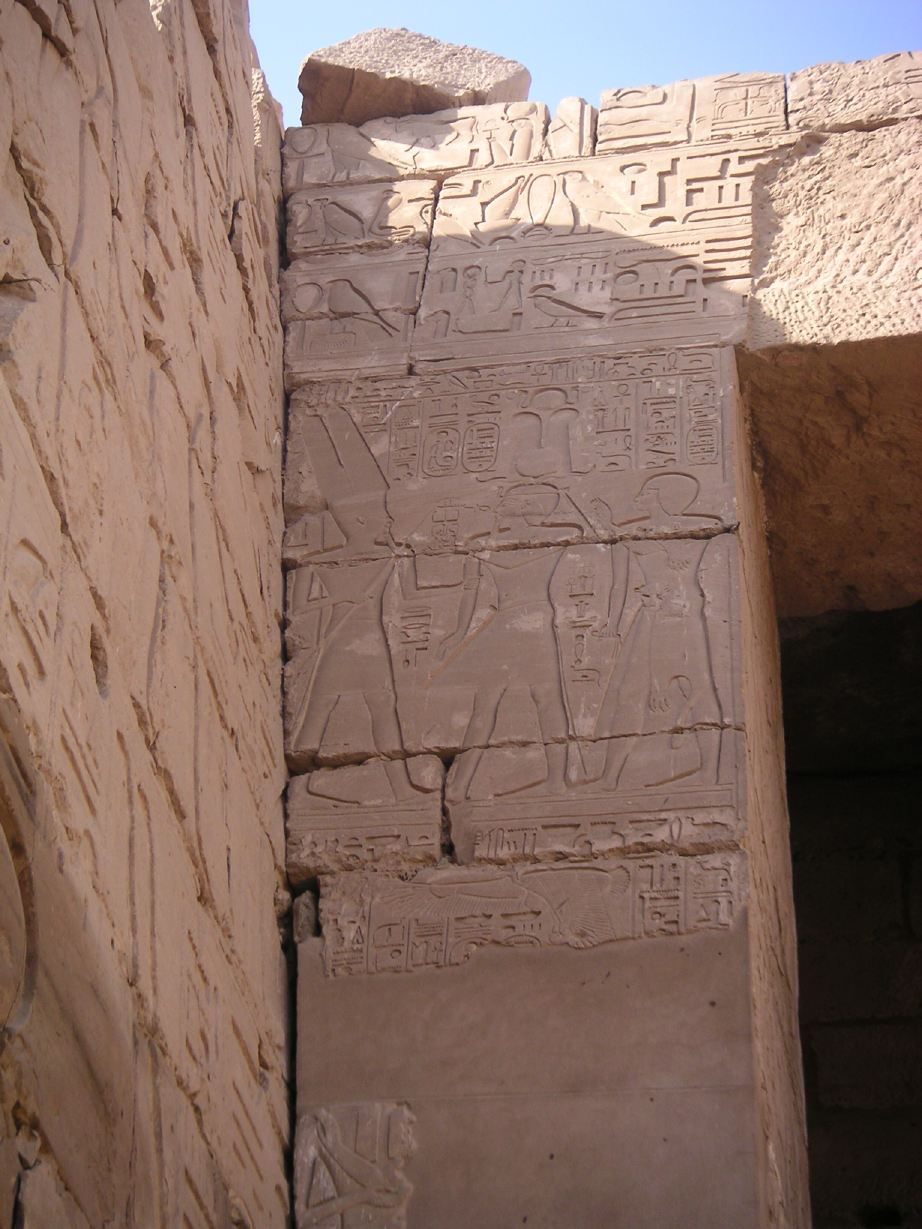
Relief représentant Sheshonq Ier et son fils, le grand prêtre d'Amon Ioupout, à Karnak.

Le roi pratique une politique d'apanages, en octroyant des fonctions importantes à ses fils, politique poursuivie par ses successeurs. Ainsi, Ioupout devient généralissime du Sud et grand prêtre d'Amon, Nimlot devient général d'Héracléopolis et grand prêtre d'Héryshef tandis que Djedptahiouefânkh, qui était peut-être son fils, devient troisième prophète d'Amon et chef du district autour de Thèbes. De plus, sa fille probable Méhytemouskhet devient divine adoratrice d'Amon vers 940 AEC. Il continue de s'allier aux puissantes familles locales : sa fille Tashepenbastet épouse le général et troisième prophète d'Amon Djeddhéhoutyiouefânkh, une fille de Ioupout épouse le quatrième prophète d'Amon Djedkhousouiouefânkh et une autre fille du roi, Tanytsepeh, épouse le grand prêtre de Ptah Chedsounéfertoum de Memphis.
Grâce à cette politique, Sheshonq Ier parvient à réaliser sous sa coupe l'unité des Deux Terres. De plus, dans le cadre de cette politique, seul un fils royal peut succéder à un autre fils royal, permettant ainsi d'éviter la constitution de dynasties locales. Cette stratégie, reprise par les successeurs de Sheshonq (en particulier son fils Osorkon Ier et son arrière-petit-fils Osorkon II), va entraîner l'éclatement du royaume de manière irréversible à partir de la fin du règne d'Osorkon II vers 834 avant notre ère, soit un peu moins d'un siècle après le règne de Sheshonq Ier.
Il semble que ce soit sous son règne qu'a lieu le déplacement final de certaines momies royales du Nouvel Empire. Pinedjem Ier avait fait restaurer et réinhumer un certain nombre de momies royales dans le tombeau d'Amenhotep II (où elles resteront jusqu'à leur découverte en 1898) et celui de Séthi Ier. Ensuite, Pinedjem II avait fait déplacer en l'an X de Siamon les momies situées dans le tombeau de Séthi Ier vers celui non localisé de la reine Ahmès-Inhapy. Et c'est sous le règne de Sheshonq Ier que ces momies, ainsi que celles de la famille de Pinedjem Ier, sont déplacées dans le tombeau de la famille de Pinedjem II, où elles seront découvertes en 1881. La date la plus haute est l'an X de son règne sur des bandelettes de la momie de Djedptahiouefânkh.

### Activité constructrice

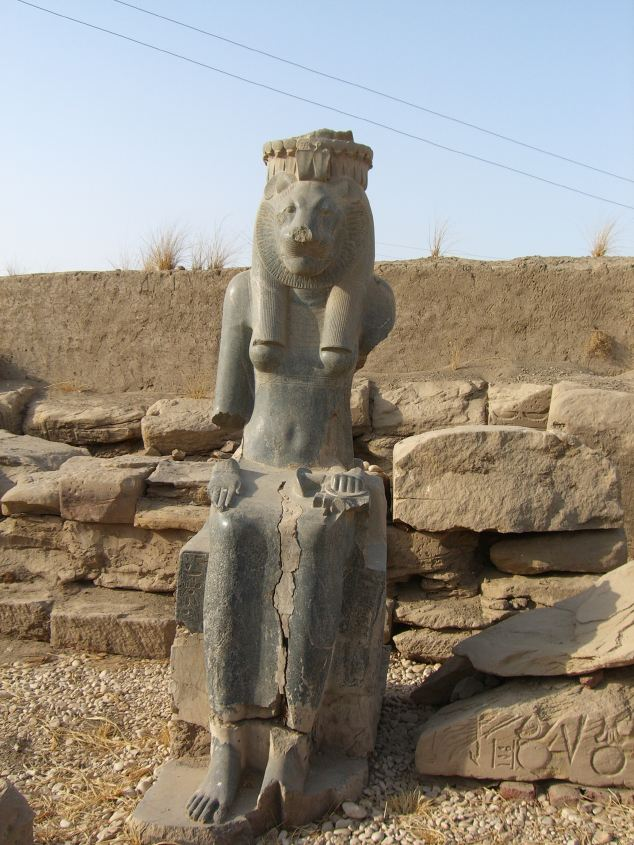
Statue de Sekhmet portant la titulature de Sheshonq Ier - Temple de Mout à Karnak

La déesse Bastet, associée à la déesse Sekhmet à laquelle le roi fait ériger de nombreuses statues dans le temple de Mout à Thèbes, devient la grande déesse nationale. Le culte de ces divinités autrefois mineures prendra peu à peu le pas sur celui d'Amon dans les générations suivantes. Mais le programme architectural de Sheshonq reste centré sur les grands dieux de l'empire des Ramsès. En effet, le règne de Sheshonq apporte aussi un renouveau dans la construction de monuments à travers tout le pays.
À Thèbes, outre son intervention dans le temple de Mout, en l'an 21, Sheshonq entreprend, dans l'enceinte d'Amon-Rê, l'édification d'un monument baptisé « le Château des millions d'années d'Hejkhéperrê Sétepenrê ». Il est constitué d'un grand pylône et d'une vaste cour bordée de portiques dont les murs sont décorés de reliefs à la gloire de ses victorieuses conquêtes consacrées au dieu de Karnak. Il dépêche dans cette intention l'architecte royal Horemsaf, et fait rouvrir les carrières du Gebel Silsileh par son fils le grand prêtre d'Amon Ioupout,.
À Memphis, il commande la construction d'un autre monument baptisé « le Château des millions d'années du roi Hedjkhéperrê Sétepenrê, le fils de Rê Sheshonq Méryamon qui est dans l'Hout-ka-Ptah »,. Consacré au dieu Ptah, l'édifice serait à rechercher sous la ville moderne de Mit-Rahineh. Un taureau sacré est enterré sous son règne, comme l'atteste une stèle provenant du Sérapéum de Saqqarah et inscrite à son nom,. C'est probablement à l'occasion ou en prévision de cet événement national que le roi commande également au grand prêtre de Ptah, Chedsounéfertoum, l'édification d'une salle d'embaumement, une ouâbet, pour le dieu Apis, bâtie en calcaire, décorée de reliefs et pourvue du mobilier nécessaire pour le service funéraire du dieu, et dont une des inscriptions signale :

« Au soin du grand des chefs des artisans, le prêtre-sem Chedsounéfertoum, juste de voix. C'est sa Majesté qui a fait construire en travail parfait un laboratoire d'embaumement pour son père Osiris-Apis. »

À Tanis, qui reste la capitale du royaume sheshonqide, il orne le grand temple d'Amon de grands sphinx réinscrits à son nom. Ces sculptures de granit sont sans doute prélevées à Pi-Ramsès, l'ancienne capitale ramesside et qui sert de carrière dès la XXIe dynastie. Le site de Tanis, aujourd'hui très ruiné, ne permet pas de restituer l'œuvre du roi. Seuls quelques éléments subsistent, comme une partie d'une corniche monumentale inscrite à son nom, qui laisse imaginer les dimensions selon lesquelles l'agrandissement du temple fut réalisé.
Sheshonq est également intervenu ailleurs, son nom ayant été retrouvé :
- à Éléphantine, il restaure le grand temple de Khnoum[25] ;
- à El Hibeh, il fait édifier un temple complet consacré à l'Amon local, constitué d'un pylône, d'une cour à portique, d'une salle hypostyle, d'un reposoir de barque et d'un sanctuaire[31],[32],[25] ;
- à Héliopolis, des fragments de blocs d'entrecolonnement portent son nom[25] ;
- à Athribis, Pithom et Tell Tebilleh, sur des fragments inscrits[25] ;
- à Héracléopolis, un bloc porte un décret rappelant les donations des élites locales au temple d'Héryshef)[25] ;
- le nom de son fils Ioupout a été retrouvé à Abydos sur un édifice s'apparentant à un cénotaphe[25].

### Politique extérieure
Le roi entreprend une campagne militaire en Palestine, représentée sur le mur sud de la cour du temple d'Amon à Karnak (première cour, portique dit des Bubastides, à l'est de la façade du petit temple reposoir de Ramsès III,). Cette campagne est encore assez floue, que ce soit dans sa raison d'être, sa date et ses lieux visités. Elle semble avoir eu des motivations économiques, Elle aurait eu lieu vers 927-926 av. J.C. Les armées égyptiennes visitèrent apparemment le Néguev, la plaine côtière (Gaza, Gezer) et les confins du royaume d'Israël (vallée de Jezréel avec Megiddo, où il laisse une stèle, et vallée moyenne du Jourdain).
Le roi noue également des relations avec les cités phéniciennes, alors en pleine expansion, comme l'atteste un fragment de base d'une statue (en) de Sheshonq Ier portant le nom du roi Abibaal.
Peu de temps après cette victoire sur les royaumes de Syro-Palestine, Sheshonq Ier se tourne vers l'ouest. Il fait main basse sur les grandes oasis du désert de Libye, gagnant ainsi de nouvelles terres et une nouvelle source de revenus non négligeable pour la couronne. C'est notamment grâce au blé et à d'autres denrées alimentaires, que ces terres fertiles du désert produisent en grande quantité. Puis il mate une rébellion au sud, envoyant ses troupes contre les Troglodytes, peuplade que l'on situe traditionnellement dans le désert nubien, entre le Nil et la mer Rouge. Il reprend ainsi le contrôle de la Basse-Nubie et des voies commerciales avec l'Afrique. Les tributs qu'il en retire sont consacrés aux dieux de Thèbes et de Memphis.

## Sépulture

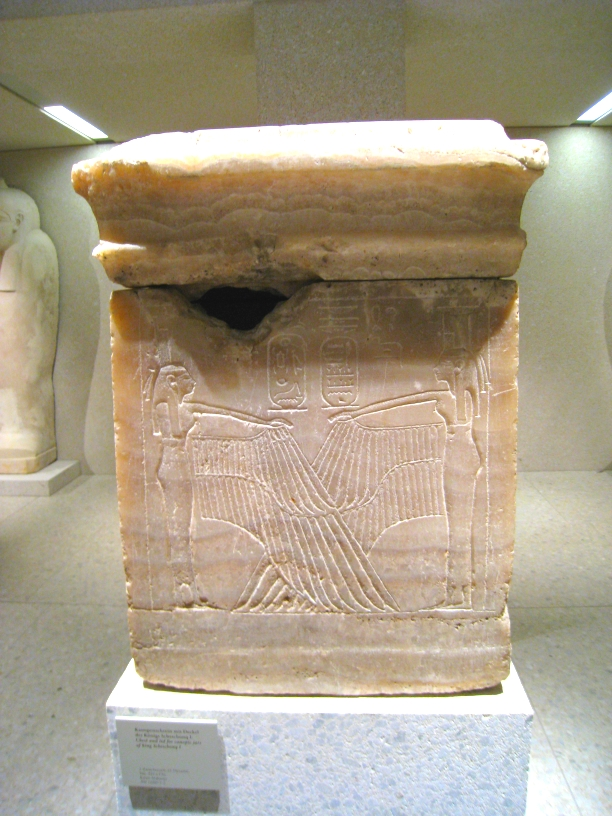
Coffre à canopes de Sheshonq Ier. Albâtre. Musée égyptien de Berlin.

Le lieu où se trouve le tombeau de Sheshonq Ier n'est pas connu avec certitude. Plusieurs sites ont été proposés pour avoir abrité la sépulture et le viatique funéraire du roi :
- Bubastis, selon la tradition qui en fait la ville d'origine de Sheshonq. La tombe du roi serait à rechercher dans l'enceinte du temple de Bastet, selon une pratique, inaugurée à la dynastie précédente, d'édifier la nécropole royale entre les murs mêmes du sanctuaire de la ville choisie par les pharaons comme résidence. Cette hypothèse est écartée par la plupart des égyptologues, car aucune trace d'une nécropole royale ou princière n'a encore été découverte sur les lieux ;
- Tanis, en raison de la découverte en 1939 par l'équipe de Pierre Montet, dans le temple d'Amon de la ville, d'une nécropole royale de la XXIe dynastie et d'une partie des souverains de la XXIIe dynastie. Lors des fouilles qui menèrent à cette découverte inédite, les archéologues mirent au jour les restes d'un mobilier funéraire abandonné par des pillards, dont deux vases canopes qui portent le nom du roi. Cette découverte, ainsi que celle de bijoux royaux également à son nom dans une autre sépulture, incitent la plupart des égyptologues à situer la tombe de Sheshonq dans cette nécropole. Le roi aurait suivi la tradition, en se faisant bâtir une tombe à proximité de celles de ses prédécesseurs directs. Mais aucune tombe d'envergure n'a été découverte au nom de Sheshonq Ier. Des sépultures anonymes de la nécropole de Tanis, de tailles modestes, ne semblent pas correspondre à un pharaon aussi puissant, fondateur d'une dynastie ;
- Memphis, selon une hypothèse récente émise par Troy Leiland Sagrillo. En raison d'une part d'un culte funéraire rendu à ce roi dans la cité pendant de nombreuses générations, et d'autre part grâce à l'attestation, dans les annales du règne, d'un monument, un Château des millions d'années, élevé par le roi dans le temple de Ptah au cœur de la ville, dont la fonction le rattache à son culte funéraire, l'égyptologue soumet l'hypothèse que Sheshonq aurait choisi l'antique capitale comme lieu de sépulture[37].

Seuls de rares objets pouvant provenir de la tombe du roi indiqueraient qu'elle a été pillée dès l'Antiquité, comme la plupart des tombes royales de l'époque. Cependant ces pièces ne semblent pas provenir du même ensemble, et ne permettent pas de valider l'une ou l'autre des hypothèses.
Par exemple, un coffre à vases canopes au nom du roi est apparu sur le marché des antiquités à la fin du XIXe siècle, et a été acquis par le Musée égyptien de Berlin. De provenance inconnue, il s'agit d'un coffre en albâtre, dont les quatre angles portent des représentations des déesses Isis et Nephtys protégeant les vases canopes. Mais ce serait un réemploi d'un viatique funéraire royal ou princier d'une époque antérieure. Et ce coffre, qui porte la titulature du roi et provient certainement de sa tombe, est trop étroit pour avoir pu contenir les deux vases canopes découverts à Tanis.
Des bijoux au nom du roi trouvés à Tanis, dont deux bracelets en or cloisonnés sertis de pierres semi-précieuses et un pectoral, ont été découverts sur la dépouille momifiée d'un autre Sheshonq, le deuxième du nom, qui aurait régné plus tard et dont la place dans la famille royale est imprécise.
Les hypothèses concernant le lieu exact de cette sépulture restent donc actuellement ouvertes.

## Dans la Bible
Dans le Premier Livre des Rois, Sheshonq Ier et un ou deux de ses prédécesseurs sont évoqués, d'abord sous le titre de Pharaon, Roi d'Égypte, puis sous son nom de Sheshonq (traduction du grec de la Septante ?). Il est parfois transcrit Shishak (Vulgate traduite du latin ?), ou Schischak (renvois infra vers Wikisource), voire Schischa (שִׁישַׁק), entre autres variantes.
Les pharaons ayant précédé Sheshonq, probablement Siamon, puis peut-être Psousennès II, à la fin de la XXIe dynastie, avaient « recueilli » le prince édomite Hadad, survivant d'un massacre perpétré par les Hébreux du roi David. Ils lui avaient fourni maison, subsistance, terres, et même femme, en la personne de la sœur de la femme de Siamon, Thachpenès (sic) reine d'Égypte, belle-sœur de Pharaon dont le prince réfugié aura un fils, élevé près de la cour et au milieu des enfants royaux d'Égypte.
Quelques décennies plus tard, Pharaon (Psousennès II ou Sheshonq) marie sa fille au roi Salomon, fils et successeur de David. L'épouse est alors conduite « dans la ville de (son défunt beau-père) David » durant l'achèvement de travaux d'aménagement. Schischa (le pharaon Sheshonq ou un quasi-homonyme ?) fait peut-être placer un ou deux de ses fils comme « secrétaire(s) » auprès de Salomon, afin de s'assurer de la neutralité de celui-ci pendant ses conquêtes au sud de l'Égypte.
Salomon fait donc construire une maison pour sa femme, la fille de Pharaon. Pendant ce temps, le roi d'Égypte s’empare de Gezer. Il incendie la ville, tue les Cananéens qui y vivent, et la donne pour dot à sa fille, femme de Salomon. Salomon rebâtit ensuite Guézer. La fille de Pharaon s'installe donc dans la maison que Salomon lui a construite. Ce dernier achète des chevaux et des chars à l'Égypte, servant même d'intermédiaire avec des rois plus au nord. Salomon « aime » aussi beaucoup d'autres femmes, des étrangères, outre cette légitime épouse. Il aura jusqu'à 700 épouses de rang princier et 300 concubines, qui le détournent partiellement du culte de Yahvé vers ceux de leurs propres dieux.
Jéroboam, un serviteur (architecte ?) « éphratien », surveillant des ouvriers de Salomon, se rebelle, peut-être contre la dureté des chantiers de Salomon, mais surtout parce qu'il est influencé par un prophète, qui lui fait connaître la « volonté divine » de confisquer pour un temps (ce sera plusieurs générations), au moins dix des douze tribus d'Israël (sans Jérusalem) au fils et futur successeur de Salomon. Il l'incite à s'en saisir pour devenir, lorsque Salomon mourra, roi d'Israël (c'est-à-dire roi de ces dix tribus sans le royaume sud de Juda), de manière durable (infra), selon une promesse de l'Éternel, et à la condition de suivre ses ordres, voies, lois et commandements, comme l'avait fait David.
Salomon cherche à faire mourir Jéroboam. Celui-ci s’enfuit en Égypte auprès de Schischak, roi d’Égypte, où il demeurera jusqu'à la mort de Salomon. C'est la première fois que la Bible nomme clairement Schischak, ou Sheshonq, et par le seul titre de roi d'Égypte, plutôt que par celui de Pharaon. Shishak (Sheshonq) protège Jéroboam, mais n'attaque pas Jérusalem du vivant de Salomon.
Salomon s'éteint après environ quarante ans de règne à Jérusalem et sur tout Israël. Roboam, son fils, lui succède.
Après la mort de Salomon, le royaume d'Israël est divisé en deux, lors d'une assemblée de tout Israël réunie par le nouveau roi. Jéroboam, toujours en Égypte, préconise à Roboam de desserrer l'étau de son père sur le peuple hébreu et sur lui. Ce dernier refuse, mais c'est à son détriment, puisque son intransigeance provoque la scission du pays, et la réduction de son pouvoir à deux tribus, Juda et Benjamin. Il reste néanmoins maître de Jérusalem, la ville du Temple.
Jéroboam revient d'Égypte et devient roi de la partie nord du territoire hébraïque. Il y instaure un nouveau culte, de nouveaux rites et un nouveau clergé, pour vénérer des statues de veaux d'or. Il tente d'éloigner religieusement ses sujets de Jérusalem et de son Temple, qu'il ne contrôle pas, afin d'éviter qu'ils ne se retournent un jour contre lui, en revenant à leurs « fondamentaux » hiérosolymitains.
Vers 927/926 av. J.-C., Shishak, roi d’Égypte, monte contre Jérusalem. Sur la ville sainte règne Roboam, le fils et successeur légitime de Salomon, depuis 931 (et jusqu'à environ 913) av. J.-C. Avec une armée de 60 000 cavaliers, égyptiens, nubiens et éthiopiens, Shishak attaque Jérusalem, capitale du nouveau royaume dit de Juda.
C'est la deuxième ou la troisième (et dernière) fois que la Bible nomme explicitement Sheshonq. Il s'agit donc bien de lui et non de l'un de ses prédécesseurs, désignés par le titre générique de Pharaon, alors plus protecteur(s) et allié qu'agresseur. Dès que Pharaon devient plus agressif envers le royaume de Juda, le Livre saint semble le faire descendre de son piédestal de pharaon pour ne plus l'appeler que par son nom.
À Jérusalem, Shishak s'empare des trésors de la maison de l’Éternel (le temple) et de la maison du roi (le palais). Il prend tous les boucliers d’or que Salomon avait faits. Le roi Roboam les remplacera par des boucliers d’airain.
Jéroboam, qui pendant son séjour en Égypte a épousé une belle-sœur (ou une fille ?) de Shishak, a peut-être aidé ce dernier à s'emparer provisoirement de tout l'ancien royaume de Salomon, ou de cette partie méridionale de Juda. En échange, Shishak aurait intronisé Jéroboam roi de l'Israël d'alors, au nord de Jérusalem et de Juda (cf. supra), pour un règne ayant duré quant à lui de 931 à 910 av. J.-C.
Le rôle des rois d'Égypte, et en particulier de Sheshonq Ier, dans la genèse de ce schisme hébraïque, semble donc loin d'être anodin. En tant que voisin suzerain, voire souverain, il aurait divisé pour régner, ou pour assurer à son territoire une sorte de zone protectrice à sa frontière nord.

## Acculturation
Aujourd'hui, le calendrier berbère célèbre la date de son avènement sur le trône d'Égypte, traditionnellement daté à 950 ans avant l’an zéro de l’ère commune, comme étant l'année de départ du calendrier amazigh : Yennayer.